# Вуховертка звичайна
Вуховертка звичайна або щипавка звичайна або хохолаз (Forficula auricularia) — вид вуховерток з родини Forficulidae.

## Морфологія
Щипавка звичайна — невелика (1—1,5 см) комаха іржаво-бурого кольору з темно-жовтими ногами та надкриллями. Самець трохи довший (до 16 мм) за самицю.

## Екологія
Самиця відкладає яйця в нору, яка закінчується камерою, наприкінці літа й залишається охороняти їх до весни. Личинки схожі на дорослих комах і деякий час перебувають під охороною самиці. Комахи ведуть нічний спосіб життя, переховуючись удень під корою мертвих дерев, пеньками, камінням. Живляться дрібними комахами, овочами, нектаром квіток, виїдають недозріле насіння тощо.

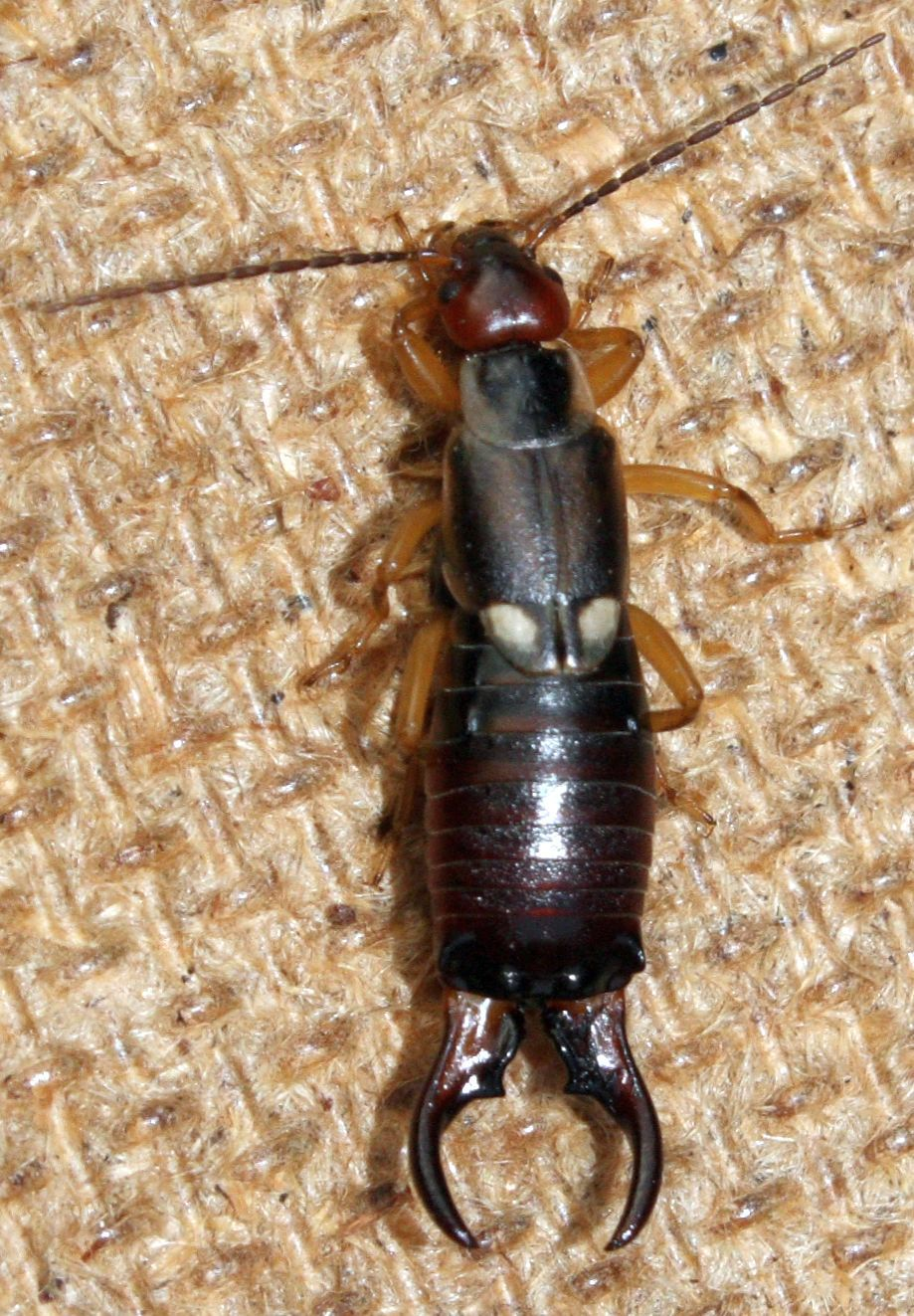
♂

## Розмноження та розвиток
Як і всі представники цього ряду, звичайна щипавка розвивається з неповним перетворенням. Парування відбувається в кінці літа — на початку осені, причому триває воно протягом кількох годин. Через кілька днів, самка відкладає яйця в одній загальній купці, у спеціально приготованому гнізді. Те являє собою виритий в землі хід завдовжки від 5 до 8 см, рідше — до 15 см. Зазвичай гніздовий хід робиться у вигляді прямої трубки, але іноді він має бокове відгалуження. У цій нірці самка залишається зимувати разом з яйцями і після перезимівлі робить ще повторну яйцекладку. Самці ж зазвичай погано переносять зиму і навесні деколи можна знайти їхні трупи, що лежать біля живих самок.
Зазвичай розвиток яєць триває від 5 до 6 тижнів. Самка продовжує протягом деякого часу після вилуплення з яєць личинок залишатися разом зі своїм потомством, охороняючи його. Личинки першого віку схожі на дорослих, відрізняючись від них розмірами, зменшеним числом члеників вусиків (8 замість 13-14) та низкою інших ознак. Після смерті матері личинки ведуть вже самостійне життя.

## Поширення
З Євразії завезена на інші континенти. В Австралії стала небезпечним шкідником овочевих і квіткових рослин.